# L'Est éclair
Ne doit pas être confondu avec L'Est républicain.
L'Est éclair  est un quotidien régional de la presse écrite française, fondé, en 1945, par André Mutter, et diffusé dans le département de l'Aube. Son siège se trouve à Troyes. 
Le journal est tiré quotidiennement à environ 24 000 exemplaires.
Depuis le 7 novembre 2023 les numéros de L’Est éclair et Libération-Champagne, de 1945 à 2000, sont accessibles en ligne sur le site des Archives départementales de l'Aube

## Histoire

Ancien logo.

- L' Aube Libre créé par la Résistance (comme C. D. L. Organe du Comité départemental de Libération) sous l'Occupation en 1943 devient à la Libération le seul journal autorisé[3]
- En 1945, des divergences surgissent au sein de sa rédaction. André Mutter, Jean Bruley et Roger Paupe proposent de créer L’Est-Éclair.
- Le 19 août 1945, l’Aube Libre éclate en trois quotidiens :
  - la Dépêche de l’Aube, organe fédéral du Parti Communiste ;
  - Libération Champagne, organe des socialistes ;
  - L’Est-Éclair, journal des républicains modérés.
- 1956 : entrée à L’Est-Éclair d’André Bruley (fils de Jean Bruley), qui sera nommé[Quand ?] rédacteur en chef.
- 1960-1980 : L’Est-Éclair devient le premier quotidien aubois.
- 1985 : reprise de Libération Champagne par la société France Est, filiale de L’Est-Éclair.
- 1988 : lancement de l’édition du dimanche et de TV magazine[4][source insuffisante].
- 1991 : départ à la retraite d’André Bruley, François Le Saché devient gérant.
- 1997 : reprise de L’Est-Éclair et Libération Champagne par le Groupe Hersant.
- 2013 : reprise de L’Est-Éclair par le groupe belge Rossel, qui l’intègre au Groupe La Voix basé à Lille qu’il possède[5].

## Audience
| Année | 2014   | 2015   | 2016   | 2017   | 2018   |
| ----- | ------ | ------ | ------ | ------ | ------ |
|       | 15 074 | 18 371 | 28 102 | 29 416 | 35 667 |

## Diffusion
|        | 2015   | 2016   | 2017   | 2018   | 2019   | 2020   | 2021   |
| ------ | ------ | ------ | ------ | ------ | ------ | ------ | ------ |
| Totale | 24 221 | 23 617 | 23 330 | 22 871 | 22 336 | 22 531 | 22 519 |
| Payée  | 23 449 | 22 877 | 22 590 | 22 101 | 21 589 | 21 718 | 21 890 |